# Нива (Солецкий район)
Нива — деревня в Солецком районе Новгородской области.

## География
Находится в западной части Новгородской области на расстоянии приблизительно 6 км на юго-запад по прямой от районного центра города Сольцы.

## История
В 1877 году здесь (деревня Порховского уезда Псковской губернии) было учтено 32 двора. До 2020 года входила в состав Горского сельского поселения до его упразднения.

## Население
Численность населения: 178 человек (1877 год), 76 (русские 89 %) в 2002 году, 54 в 2010.